# Италија на Светском првенству у атлетици на отвореном 2023.
Италија је учествовала на 19. Светском првенству у атлетици на отвореном 2023. одржаном у Будимпешти од 19. до 27. августа деветнаести пут, односно, учествовала је на свим првенствима до данас. Репрезентацију Италија је представљала су 73 такмичара (42 мушкарца и 31 жена) у 37. дисциплина (19 мушких, 17 женских и 1 мешовита).,
На овом првенству Италија је по броју освојених медаља заузела 13. место са 4 освојене медаље (1 златна, 2 сребрне и 1 бронзана). У табели успешности (према броју и пласману такмичара који су учествовали у финалним такмичењима (првих 8 такмичара) Италија је са 13 учесника у финалу делила 8. место са 51 бодом.
| Плас. | Земља   | 1. место | 2. место | 3. место | 4. место | 5. место | 6. место | 7. место | 8. место | Бр. финал. | Бод. |
| ----- | ------- | -------- | -------- | -------- | -------- | -------- | -------- | -------- | -------- | ---------- | ---- |
| 8.    | Италија | 1        | 2        | 1        | 1        | 1        | 2        | 3        | 2        | 13         | 51   |

## Учесници
| Мушкарци: - Ламонт Марсел Џејкобс — 100 м, 4х100 м - Samuele Ceccarelli — 100 м - Филипо Торту — 200 м, 4х100 м - Есеоса Фостине Десалу — 200 м - Давиде Ре — 400 м, 4х400 м - Симоне Баронтини — 800 м - Каталин Текућеану — 800 м - Франческо Перничи — 800 м - Пјетро Аресе — 1.500 м - Осама Меслек — 1.500 м - Жоао Бусоти Невес — 1.500 м - Јеманеберхан Крипа — 10.000 м - Данијеле Меучи — Маратон - Јоханес Кјапинели — Маратон - Ејоб Гебрехивет Фаниел — Маратон - Хасан Фофана — 110 м препоне - Лоренцо Нделе Симонели — 110 м препоне - Алесандро Сибилијо — 400 м препоне, 4х400 м - Марио Ламбруги — 400 м препоне - Ала Цоглами — 3.000 м препреке - Озама Зоглами — 3.000 м препреке - Роберто Ригали — 4х100 м - Лоренцо Пата — 4х100 м - Едоардо Скоти — 4х400 м - Лоренцо Бенати — 4х400 м, 4х400 м (м+ж) - Рикардо Мели — 4х400 м, 4х400 м (м+ж) - Франческо Фортунато — 20 км ходање - Ендру Кози — 20 км ходање - Ђанлука Пичотино — 20 км ходање - Масимо Стано — 20 км ходање, 35 км ходање - Андреа Агрусти — 35 км ходањев - Рикардо Орсони — 35 км ходање - Матео Ђупони — 35 км ходање - Ђанмарко Тамбери — Скок увис - Марко Фасиноти — Скок увис - Стефано Сотиле — Скок увис - Клаудио Микел Стечи — Скок мотком - Матија Фурлани — Скок удаљ - Емануел Ихемеј — Троскок - Тобиа Боки — Троскок - Леонардо Фабри — Бацање кугле - Зејн Вир — Бацање кугле | Жене: - Зајнаб Досо — 100 м, 4х100 м - Далија Кадари — 200 м, 4х100 м - Аличе Манђоне — 400 м, 4х400 м, 4х400 м (м+ж) - Елојза Којро — 800 м - Елена Бело — 800 м - Лудовика Кавали — 1.500 м, 5.000 м - Гаја Сабатини — 1.500 м - Синтајеху Виса — 1.500 м - Надја Баточети — 5.000 м - Ђована Епис — Маратон - Ајомиде Фолорунсо — 400 м препоне, 4х400 м, 4х400 м (м+ж) - Ребека Сартори — 400 м препоне - Елеонора Маркјандо — 400 м препоне - Ана Бонђорни — 4х100 м - Алесија Павесе — 4х100 м - Ана Полинари — 4х400 м - Алесандра Бонора — 4х400 м - Ђанкарла Тревизан — 4х400 м - Антонела Палмизано — 20 км ходање - Елеонора Ана Ђорђи — 20 км ходање - Валентина Траплети — 20 км ходање - Федерика Куријаци — 35 км ходање - Сара Витјело — 35 км ходање - Николе Коломби — 35 км ходање - Елиза Молинароло — Скок мотком - Роберта Бруни — Скок мотком - Лариса Јапичино — Скок удаљ - Дарија Деркач — Троскок - Отавија Честонаро — Троскок - Даиси Осакуе — Бацање диска - Сара Фантини — Бацање кладива |

## Освајачи медаља (4)

### злато (1)
- Ђанмарко Тамбери — Скок увис

### сребро (2)
- Роберто Ригали, Ламонт Марсел Џејкобс, 
 Лоренцо Пата, Филипо Торту — штафета 4 х 100 м
- Леонардо Фабри — Бацање кугле

### бронза (1)
- Антонела Палмизано — 20 км ходање

## Резултати

### Мушкарци
| Атлетичар                                                              | Дисциплина       | Лични рекорд | Квалификације     | Квалификације     | Полуфинале            | Полуфинале            | Финале                | Финале               | Детаљи |
| Атлетичар                                                              | Дисциплина       | Лични рекорд | Резултат          | Место             | Резултат              | Место                 | Резултат              | Место                | Детаљи |
| ---------------------------------------------------------------------- | ---------------- | ------------ | ----------------- | ----------------- | --------------------- | --------------------- | --------------------- | -------------------- | ------ |
| Ламонт Марсел Џејкобс                                                  | 100 м            | 9,80 НР      | 10,15 КВ, ЛРС     | 3. у гр. 6        | 10,05 ЛРС             | 5. у гр. 1            | Није се квалификовао  | 12 / 71 (75)         |        |
| Samuele Ceccarelli                                                     | 100 м            | 10,13        | 10,26(.255)       | 4. у гр. 2        | Нису се квалификовали | Нису се квалификовали | Нису се квалификовали | 38 / 71 (75)         |        |
| Филипо Торту                                                           | 200 м            | 20,10        | 20,46             | 4. у гр. 6        | Нису се квалификовали | Нису се квалификовали | Нису се квалификовали | 22 / 54 (57)         |        |
| Есеоса Фостине Десалу                                                  | 200 м            | 20,13        | 20,49             | 6. у гр. 1        | Нису се квалификовали | Нису се квалификовали | Нису се квалификовали | 23 / 54 (57)         |        |
| Давиде Ре                                                              | 400 м            | 44,77 НР     | 45,07 кв, ЛРС     | 4. у гр. 4        | 45,29                 | 4. у гр. 3            | Нису се квалификовали | 15 / 41 (45)         |        |
| Симоне Баронтини                                                       | 800 м            | 1:44,50      | 1:45,21 КВ        | 2. у гр. 7        | 1:44,34 ЛР            | 5. у гр. 3            | Нису се квалификовали | 10 / 60 (61)         |        |
| Каталин Текућеану                                                      | 800 м            | 1:44,93      | 1:45,31 КВ        | 3. у гр. 1        | 1:44,79 ЛР            | 4. у гр. 2            | Нису се квалификовали | 17 / 60 (61)         |        |
| Франческо Перничи                                                      | 800 м            | 1:45,23      | 1:45,89           | 4. у гр. 6        | Није се квалификовао  | Није се квалификовао  | Није се квалификовао  | 19 / 60 (61)         |        |
| Пјетро Аресе                                                           | 1.500 м          | 3:33,56      | 3:34,48 КВ        | 4. у гр. 3        | 3:33,11 ЛР            | 8. у гр. 1            | Није се квалификовао  | 8 / 58               |        |
| Осама Меслек                                                           | 1.500 м          | 3:30,30      | 3:35,12           | 7. у гр. 4        | Нису се квалификовали | Нису се квалификовали | Нису се квалификовали | 18 / 58              |        |
| Жоао Бусоти Невес                                                      | 1.500 м          | 3:35,65      | 3:48,55           | 13. у гр. 2       | Нису се квалификовали | Нису се квалификовали | Нису се квалификовали | 55 / 58              |        |
| Јеманеберхан Крипа                                                     | 10.000 м         | 27:11,26 НР  |                   |                   |                       |                       | 28:16,40              | 12 / 22 (25)         |        |
| Данијеле Меучи                                                         | Маратон          | 2:09:25      | 2:11:06 ЛРС       | 10 / 54 (63)      |                       |                       |                       |                      |        |
| Јоханес Кјапинели                                                      | Маратон          | 2:09:46      | 2:11:12           | 11 / 54 (63)      |                       |                       |                       |                      |        |
| Ејоб Гебрехивет Фаниел                                                 | Маратон          | 2:07:19      | Није завршио трку | Није завршио трку |                       |                       |                       |                      |        |
| Хасан Фофана                                                           | 110 м препоне    | 13,42        | 13,53 КВ          | 4. у гр. 2        | 13,50                 | 7. у гр. 3            | Нису се квалификовали | 17 / 43 (45)         |        |
| Лоренцо Нделе Симонели                                                 | 110 м препоне    | 13,33        | 13,50 КВ          | 4. у гр. 3        | 13,69                 | 8. у гр. 2            | Нису се квалификовали | 22 / 43 (45)         |        |
| Алесандро Сибилијо                                                     | 400 м препоне    | 47,93        | 49,50(.500) КВ    | 4. у гр. 3        | 48,43                 | 5. у гр. 3            | Нису се квалификовали | 9 / 41 (43)          |        |
| Марио Ламбруги                                                         | 400 м препоне    | 48,99        | 49,05 кв, ЛРС     | 6. у гр. 4        | Дисквалификован       | Дисквалификован       | Није се квалификовао  | Није се квалификовао |        |
| Ала Цоглами                                                            | 3.000 м препреке | 8:14,06      | 8:28,76           | 10. у гр. 3       |                       |                       | Нису се квалификовали | 25 / 37              |        |
| Озама Зоглами                                                          | 3.000 м препреке | 8:11,00      | 8:33,07           | 9. у гр. 2        | 31 / 37               |                       | Нису се квалификовали |                      |        |
| Роберто Ригали Ламонт Марсел Џејкобс Лоренцо Пата Филипо Торту         | 4 х 100 м        | 37,50 НР     | 37,65 КВ, СРС     | 7. у гр. 2        | 37,62 НРС             |                       |                       |                      |        |
| Едоардо Скоти Рикардо Мели Лоренцо Бенати Давиде Ре Алесандро Сибилијо | 4 х 400 м        | 2:58,81 НР   | 3:00,14 НРС       | 3. у гр. 2        | 3:01,23               | 7 / 17                |                       |                      |        |
| Франческо Фортунато                                                    | 20 км ходање     | 1:18:59      |                   |                   |                       |                       | 1:19:01               | 11 / 47 (50)         |        |
| Ендру Кози                                                             | 20 км ходање     | 1:21:39      | 1:23:28           | 30 / 47 (50)      |                       |                       |                       |                      |        |
| Масимо Стано                                                           | 20 км ходање     | 1:17:45 НР   | Није завршио трку | Није завршио трку |                       |                       |                       |                      |        |
| Масимо Стано                                                           | 35 км ходање     | 2:23:14      | 2:25:59 ЛРС       | 7 / 33 (49)       |                       |                       |                       |                      |        |
| Андреа Агрусти                                                         | 35 км ходање     | 2:30:16      | 2:30:32           | 15 / 33 (49)      |                       |                       |                       |                      |        |
| Рикардо Орсони                                                         | 35 км ходање     | 2:30:38      | 2:31:41           | 16 / 33 (49)      |                       |                       |                       |                      |        |
| Матео Ђупони                                                           | 35 км ходање     | 2:30:34      | 2:34:58 ЛРС       | 20 / 33 (49)      |                       |                       |                       |                      |        |
| Ђанмарко Тамбери                                                       | Скок увис        | 2,39 НР      | 2,28 кв           | 6. у гр.          |                       |                       | 2,36 =СРС             |                      |        |
| Марко Фасиноти                                                         | Скок увис        | 2,35         | 2,28 кв, ЛРС      | 5. у гр. А        | 2,20                  | 12 / 35 (36)          |                       |                      |        |
| Стефано Сотиле                                                         | Скок увис        | 2,33         | 2,22              | 14. у гр. Б       | Није се квалификовао  | 26 / 35 (36)          |                       |                      |        |
| Клаудио Микел Стечи                                                    | Скок мотком      | 5,82         | 5,75 кв           | 8. у гр. А        | 5,75                  | 9 / 29 (34)           |                       |                      |        |
| Матија Фурлани                                                         | Скок удаљ        | 8,09         | 7,85              | 9. у гр. Б        | Није се квалификовао  | 18 / 37 (39)          |                       |                      |        |
| Емануел Ихемеј                                                         | Троскок          | 17,29        | 16,91 кв          | 4. у гр. Б        | 16,91                 | 8 / 31 (37)           |                       |                      |        |
| Тобиа Боки                                                             | Троскок          | 17,26        | 16,66             | 5. у гр. А        | Није се квалификовао  | 13 / 31 (37)          |                       |                      |        |
| Леонардо Фабри                                                         | Бацање кугле     | 21,99        | 20,74 кв          | 6. у гр. Б        | 22,34 ЛР              |                       |                       |                      |        |
| Зејн Вир                                                               | Бацање кугле     | 22,15        | 21,82 КВ          | 2. у гр. А        | 19,99                 | 11 / 35 (37)          |                       |                      |        |

### Жене
| Атлетичарка                                                                     | Дисциплина     | Лични рекорд | Квалификације           | Квалификације | Полуфинале            | Полуфинале            | Финале                | Финале                | Детаљи |
| Атлетичарка                                                                     | Дисциплина     | Лични рекорд | Резултат                | Место         | Резултат              | Место                 | Резултат              | Место                 | Детаљи |
| ------------------------------------------------------------------------------- | -------------- | ------------ | ----------------------- | ------------- | --------------------- | --------------------- | --------------------- | --------------------- | ------ |
| Зајнаб Досо                                                                     | 100 м          | 11,19        | 11,14(.133) КВ, =НР, ЛР | 3. у гр. 5    | 11,19(.190)           | 7. у гр. 3            | Нису се квалификовале | 19 / 54 (56)          |        |
| Далија Кадари                                                                   | 200 м          | 22,64        | 22,67(.663) кв, ЛРС     | 4. у гр. 6    | 22,75                 | 6. у гр. 1            | Нису се квалификовале | 16 / 44 (45)          |        |
| Аличе Манђоне                                                                   | 400 м          | 51,47        | 51,57                   | 6. у гр. 1    | Није се квалификовала | Није се квалификовала | Није се квалификовала | 28 / 48               |        |
| Елојза Којро                                                                    | 800 м          | 1:59,96      | 2:00,36 кв              | 5. у гр. 2    | 1:59,61 ЛР            | 6. у гр. 3            | Није се квалификовала | 10 / 56               |        |
| Елена Бело                                                                      | 800 м          | 1:58,97      | 2:01,38                 | 5. у гр. 1    | Није се квалификовала | Није се квалификовала | Није се квалификовала | 39 / 56               |        |
| Лудовика Кавали                                                                 | 1.500 м        | 4:03,04      | 4:03,81 КВ              | 6. у гр. 4    | 4:02,83 КВ, ЛР        | 6. у гр. 1            | 4:01,84 ЛР            | 11 / 55 (56)          |        |
| Гаја Сабатини                                                                   | 1.500 м        | 4:01,24      | 4:03,04 КВ              | 4. у гр. 2    | Није завршила трку    | Није завршила трку    | Није се квалификовала | Није се квалификовала |        |
| Синтајеху Виса                                                                  | 1.500 м        | 4:01,98      | 4:01,66 ЛР              | 7. у гр. 3    | Није се квалификовала | Није се квалификовала | Није се квалификовала | 7 / 55 (56)           |        |
| Надја Баточети                                                                  | 5.000 м        | 14:41,30     | 14:41,78 КВ             | 7. у гр. 2    |                       |                       | 15:27,86              | 15 / 38 (40)          |        |
| Лудовика Кавали                                                                 | 5.000 м        | 15:08,96     | 15:32,95                | 17. у гр. 1   | Није се квалификовала | 31 / 38 (40)          |                       |                       |        |
| Ребека Чептегеј                                                                 | Маратон        | 2:23:46      |                         |               |                       |                       | 2:29:10               | 12 / 65 (78)          |        |
| Ајомиде Фолорунсо                                                               | 400 м препоне  | 54,22        | 54,30 КВ                | 3. у гр. 3    | 53,89 кв, НР, ЛР      | 4. у гр. 3            | 54,19                 | 6 / 41                |        |
| Ребека Сартори                                                                  | 400 м препоне  | 55,05        | 54,82 кв, ЛР            | 5. у гр. 1    | 55,98                 | 8. у гр. 1            | Није се квалификовала | 22 / 41               |        |
| Елеонора Маркјандо                                                              | 400 м препоне  | 55,13        | 56,27                   | 6. у гр. 2    | Није се квалификовала | Није се квалификовала | Није се квалификовала | 32 / 41               |        |
| Зајнаб Досо Далија Кадари Ана Бонђорни Алесија Павесе                           | 4 х 100 м      | 42,71 НР     | 42,14 КВ, НР            | 3. у гр. 2    |                       |                       | 42,49                 | 4 / 15 (17)           |        |
| Аличе Манђоне Ана Полинари Алесандра Бонора Ђанкарла Тревизан Ајомиде Фолорунсо | 4 х 400 м      | 3:25,16 НР   | 3:23,86 КВ, НР          | 3. у гр. 2    | 3:24,98               | 7 / 15 (17)           |                       |                       |        |
| Антонела Палмизано                                                              | 20 км ходање   | 1:26:36      |                         |               |                       |                       | 1:27:26 ЛРС           |                       |        |
| Елеонора Ана Ђорђи                                                              | 20 км ходање   | 1:26:17      | 1:31:45                 | 20/ 40 (48)   |                       |                       |                       |                       |        |
| Валентина Траплети                                                              | 20 км ходање   | 1:29:47      | 1:32:57                 | 22/ 40 (48)   |                       |                       |                       |                       |        |
| Федерика Куријаци                                                               | 35 км ходање   | 2:49:39      | 2:53:27                 | 15/ 36 (47)   |                       |                       |                       |                       |        |
| Сара Витјело                                                                    | 35 км ходање   | 2:54:06      | 2:57:00                 | 19/ 36 (47)   |                       |                       |                       |                       |        |
| Николе Коломби                                                                  | 35 км ходање   | 2:52:13      | 3:02:29                 | 27/ 36 (47)   |                       |                       |                       |                       |        |
| Елиза Молинароло                                                                | Скок мотком    | 4,56         | 4,65 КВ, ЛР             | 4. у гр. Б    |                       |                       | 4,50                  | 9 / 32 (37)           |        |
| Роберта Бруни                                                                   | Скок мотком    | 4,72         | 4,35                    | 16. у гр. А   | Није се квалификовала | 16 / 32 (37)          |                       |                       |        |
| Лариса Јапичино                                                                 | Скок удаљ      | 6,97         | 6,73 кв                 | 3. у гр. А    | 6,82                  | 5 / 34 (36)           |                       |                       |        |
| Дарија Деркач                                                                   | Троскок        | 14,47        | 14,20 кв, ЛРС           | 5. у гр. Б    | 14,36 ЛРС             | 8 / 36                |                       |                       |        |
| Отавија Честонаро                                                               | Троскок        | 14,22        | 14,15 кв                | 5. у гр. А    | 14,05                 | 10 / 36               |                       |                       |        |
| Даиси Осакуе                                                                    | Бацање диска   | 64,57 НР     | 61,31 кв                | 7. у гр. А    | 61,13                 | 12 / 37               |                       |                       |        |
| Сара Фантини                                                                    | Бацање кладива | 75,77 НР     | 73,28 КВ, ЛРС           | 4. у гр. Б    | 73,85 ЛРС             | 6 / 35 (36)           |                       |                       |        |

### Мешовито
| Атлетичари                                                                           | Дисциплина | Лични рекорд | Квалификације | Квалификације | Полуфинале | Полуфинале | Финале                | Финале       | Детаљи |
| Атлетичари                                                                           | Дисциплина | Лични рекорд | Резултат      | Место         | Резултат   | Место      | Резултат              | Место        | Детаљи |
| ------------------------------------------------------------------------------------ | ---------- | ------------ | ------------- | ------------- | ---------- | ---------- | --------------------- | ------------ | ------ |
| Лоренцо Бенати (м) Ајомиде Темиладе Фолорунсо (ж) Рикардо Мели (м) Аличе Манђоне (ж) | 4 х 400 м  | 3:13,51 НР   | 3:14,56       | 6. у гр. 1    |            |            | Нису се квалификовали | 13 / 16 (17) |        |